# 96 (tal)
96 (Seksoghalvfems) er:
- Det naturlige tal efter 95, derefter følger 97
- Et heltal

## Andet
- 96 står på nogle af G-stars designede bukser og jeans.

|  | Infoboks uden skabelon Denne artikel har en infoboks dannet af en tabel eller tilsvarende. |